# Soukromé pasti
Soukromé pasti jsou cyklus televizních filmů z produkce televize Nova. První řada o dvanácti dílech se vysílala v roce 2008, druhá řada o čtyřech dílech se vysílala v roce 2011.
Soukromé pasti mají být sérií televizních filmů, pokaždé s jiným hereckým obsazením, a pokaždé řešící jiný „lidský“ problém. Název Soukromé pasti má poukazovat na problémy, které si člověk většinou vytváří vlastní vinou, a také na to, že ze všech problémů existují cesty ven.
Epizoda Tatínkova holčička získala cenu pro nejlepší snímek v evropské sekci festivalu televizní tvorby ve francouzském La Rochelle.

## Epizody

### První řada (2008)
| Č. v seriálu | Č. v řadě | Název                       | Režie           | Scénář                           | Datum premiéry     |
| --- | --------- | --------------------------- | --------------- | -------------------------------- | ------------------ |
| 1 | 1         | Něžný vetřelec              | Lenka Wimmerová | Lenka Wimmerová                  | 10. září 2008      |
| Hrají: Tatiana Vilhelmová, Libuše Šafránková, Lukáš Vaculík                                                                       |           |                             |                 |                                  |                    |
| 2 | 2         | Fajn brigáda                | Lenka Wimmerová | Lenka Wimmerová                  | 17. září 2008      |
| Hrají: Sandra Nováková, Barbora Poláková, Jiří Langmajer, Igor Chmela, Zuzana Bydžovská, Bob Klepl, Jiří Wohanka, Lenka Skopalová |           |                             |                 |                                  |                    |
| 3 | 3         | Jiná láska                  | Martin Dolenský | Petra Ušelová                    | 24. září 2008      |
| Hrají: Zuzana Stivínová, Zuzana Norisová, Saša Rašilov, Taťjana Medvecká                                                          |           |                             |                 |                                  |                    |
| 4 | 4         | DNA jako důkaz              | Petr Zahrádka   | Tereza Dusová                    | 1. října 2008      |
| Hrají: Tereza Voříšková, Jan Budař, Zuzana Bydžovská, Jiří Ornest, Tomáš Hanák                                                    |           |                             |                 |                                  |                    |
| 5 | 5         | Láska v moll                | Tereza Kopáčová | Milena Holcová                   | 8. října 2008      |
| Hrají: Jiří Bartoška, Emília Vašáryová, Vilma Cibulková, Petra Lustigová                                                          |           |                             |                 |                                  |                    |
| 6 | 6         | Malý terorista              | Petr Zahrádka   | Václav Holanec                   | 15. října 2008     |
| Hrají: Aňa Geislerová, Roman Zach, Adam Mišík, Zuzana Kajnarová, Jaroslav Plesl, Leoš Noha, Ladislav Hampl                        |           |                             |                 |                                  |                    |
| 7 | 7         | Tatínkova holčička          | Petr Slavík     | Petra Ušelová                    | 22. října 2008     |
| Hrají: Berenika Kohoutová, Miroslav Etzler, Vanda Hybnerová, Robert Jašków, Filip Tomsa                                           |           |                             |                 |                                  |                    |
| 8 | 8         | Ukradená spermie            | Milan Cieslar   | Irena Obermannová, Milan Cieslar | 29. října 2008     |
| Hrají: Klára Issová, Marek Daniel, Anna Polívková, Dana Syslová, Oldřich Navrátil, Jaromír Nosek                                  |           |                             |                 |                                  |                    |
| 9 | 9         | Smím prosit o lásku?        | Lenka Wimmerová | Lenka Wimmerová                  | 5. listopadu 2008  |
| Hrají: Zdena Studenková, Vladimír Kratina, Tereza Branná, Josef Polášek                                                           |           |                             |                 |                                  |                    |
| 10 | 10        | Tři do páru                 | Dan Wlodarczyk  | Tereza Tobiášová                 | 12. listopadu 2008 |
| Hrají: Jan Budař, Táňa Pauhofová, Martha Issová, Ivana Chýlková, Robert Jašków, Ondřej Kavan                                      |           |                             |                 |                                  |                    |
| 11 | 11        | Riskantní interview         | Dan Wlodarczyk  | Milena Holcová                   | 19. listopadu 2008 |
| Hrají: Eliška Balzerová, Veronika Žilková, Libuše Švormová, Sára Sotonová                                                         |           |                             |                 |                                  |                    |
| 12 | 12        | Exmanželkou snadno a rychle | Tereza Kopáčová | Tereza Dusová                    | 26. listopadu 2008 |
| Hrají: Tereza Brodská, Petra Lustigová, Michal Dlouhý, Kristýna Leichtová                                                         |           |                             |                 |                                  |                    |

### Druhá řada (2011)
| Č. v seriálu | Č. v řadě | Název                 | Režie | Scénář | Datum premiéry |
| --- | --------- | --------------------- | ----- | ------ | -------------- |
| 13 | 1         | Nezabiješ             |       |        | 11. září 2011  |
| Hrají: Jiří Langmajer, Michal Dlouhý, Vladimír Kratina, Robert Nebřenský, Máša Málková, František Němec, Hana Holišová |           |                       |       |        |                |
| 14 | 2         | Manželství nebo život |       |        | 18. září 2011  |
| Hrají: |           |                       |       |        |                |
| 15 | 3         | Útěk                  |       |        | 25. září 2011  |
| Hrají: |           |                       |       |        |                |
| 16 | 4         | V síti                |       |        | 2. října 2011  |
| Hrají: |           |                       |       |        |                |